# Turf (auteur)
Pour les articles homonymes, voir Turf.
Turf est un auteur de bande dessinée français né le 25 août 1966 à Marseille. Il est connu notamment pour sa série La Nef des fous.

## Biographie

### Enfance et études
Né en août 1966, Turf passe son enfance à Marseille. Il intègre l’école des Beaux-arts d’Angoulême, où il fait partie de la même promotion que Tiburce Oger, Wendling, Jean-Luc Masbou, Jean-Luc Loyer.

### Carrière
Son diplôme en poche, il travaille ensuite dans un studio d'animation sur les séries Denver, le dernier dinosaure et les Tortues ninja, pour lesquelles il réalise des décors, puis revient à la BD à la fermeture du studio. Après une courte première histoire en noir et blanc publiée en 1990 dans le tome 1 des Enfants du Nil, Turf s’associe à Joël Mouclier pour créer la série Les Remparts d'écumes dont il coécrit le scénario du premier tome. Turf crée ensuite sa propre série : La Nef des fous en 1993. Elle est entièrement réalisée en couleurs directes.
Il esquisse sur une feuille un simple gribouillis, qui devient un album noir et blanc d'une centaine de pages sous le titre Gribouillis, paru en mai 2003. L'album sorti est un échec commercial[source insuffisante], et Turf recommence à dessiner La Nef des fous.
Son travail est exposé à l'hôtel Saint-Simon durant le festival d'Angoulême 2009.
Après les sept tomes de la série principale, Turf annonce son intention de créer un diptyque où évolueront les personnages d'Eauxfolles. En 2014 sort le premier tome de la série Le Voyage improbable, dont le deuxième et dernier tome sort en 2016 — ainsi qu'un album intégral.
En 2017, Turf reprend sa série la Nef des fous avec le tome 8, Disparition, premier volume d'un nouveau cycle initialement prévu sur trois tomes, huit ans après l'arrêt de la série en 2009, mais qui se prolonge au delà avec la parution du tome 12 que ne marque toujours pas la fin de ce second cycle.

### Attachement à la ville d'Angoulême
Depuis qu'il y a fini ses études à l’école des Beaux-arts d’Angoulême, Turf s'est attaché à la ville. Il a participé au Circuit des murs peints d'Angoulême avec une fresque de près de douze mètres de haut s'étendant sur trois immeubles d'un quartier populaire de la ville,,,.
Son œuvre principale, La Nef des fous, a été adaptée au théâtre par des lycéens angoumois.

## Œuvre
- Les Remparts d'écumes t. 1 : Les Yeux clos (scénario), avec Joël Mouclier (dessin), Delcourt, coll. « Delcourt (collection Conquistador) », 1990  (ISBN 2-906187-58-5).
- La Nef des fous, Delcourt, coll. « Terres de légendes » :

1. Eauxfolles, 1993  (ISBN 2-84055-005-9).
2. Pluvior 627, 1994  (ISBN 2-84055-025-3).
3. Turbulences, 1997  (ISBN 2-84055-129-2).

HS : Le Petit Roy, 1998  (ISBN 2-84055-142-X).
1. Au Turf, 2001 (ISBN 2-84055-456-9).
2. Puzzle, 2005  (ISBN 2-84055-838-6).
3. Les Chemins énigmatiques, 2007  (ISBN 978-2-7560-0187-6).
4. Terminus, 2009  (ISBN 978-2-7560-1069-4)*
5. Disparition, 2017  (ISBN 978-2-7560-8186-1).
6. Walking dindes, 2018  (ISBN 978-2-413-00499-8).
7. La faille, 2020  (ISBN 978-2-413-00526-1).
8. Coup de théâtre, 2021  (ISBN 978-2-413-02451-4)

- Gribouillis, Delcourt, 2003 (ISBN 2-84055-467-4)[12].
- Magasin sexuel, Delcourt :

1. Tome 1, 2011  (ISBN 978-2-7560-2096-9).
2. Tome 2, 2012  (ISBN 978-2-7560-2713-5).

- Le Voyage improbable, Delcourt, coll. « Terres de légendes » :

1. Tome 1, 2014  (ISBN 978-2-7560-4785-0).
2. Tome 2, 2016  (ISBN 978-2-7560-6808-4).

Intégrale, 2016  (ISBN 978-2-7560-8516-6).